# Morfij
Morfij (russisk: Морфий) er en russisk spillefilm fra 2008 af Aleksej Balabanov.

## Medvirkende
- Leonid Bitjevin som Mikhail Poljakov
- Ingeborga Dapkunajte som Anna Nikolajevna
- Andrej Panin som Anatolij Lukitj Demjanenko
- Jurij Gertsman som Lev Gorenburg
- Sergej Garmasj som Vasilij Soborevskij